# Anas Hidżah
Anas Jamal Mohammad Al-Hidżah (ur. 23 czerwca 1987) – jordański piłkarz występujący na pozycji pomocnika, od 2017 gra w drużynie That Ras Club.

## Kariera piłkarska
Anas Hidżah rozpoczął karierę w klubie Al-Faisaly Amman. Następnie grał w takich klubach jak: Al-Quoqazy, Duhok FC, Riffa Club, ponownie Al-Faisaly, Shabab Al-Ordon, Al-Hussein, Al-Baqa'a, Al-Jazeera i ponownie Shabab Al-Ordon.
W 2008 zadebiutował w reprezentacji Jordanii. Rok później został powołany na Puchar Azji.